# Nowy Sącz Gorzków
Nowy Sącz Gorzków – przystanek kolejowy na trasie Tarnów – Leluchów. Przystanek posiada dwa perony o długości 200 m. 
Budowę przystanku podjęto w lipcu 2023 r. w ramach „Rządowego Programu budowy lub modernizacji przystanków kolejowych na lata 2021–2025”. 10 grudnia 2023 roku został oddany do użytku. 